# Balasar (Póvoa de Varzim)
Balazar (por vezes também se verifica a grafia moderna Balasar) é uma povoação portuguesa do Município de Póvoa de Varzim que é sede da Freguesia de Balazar, freguesia com 11,61 km² de área e 2482 habitantes (censo de 2021), e, por isso, uma densidade populacional de 213,8 hab./km².
Balazar tornou-se mundialmente conhecida como centro de peregrinação cristã devido à vida e virtudes da Beata Alexandrina Maria da Costa, beatificada em 2004 pelo Papa João Paulo II. Devido à sua fama internacional, a localidade recebe peregrinos católicos diariamente.

## História
Em tempos longínquos, Balazar foi uma vila luso-romana, pertencente à cividade de Bagunte.[carece de fontes?] O próprio nome de Balazar é uma corruptela de Belizári, cuja forma antiga, provada em alguns documentos, era Belzar.
Na Vila do Casal, segundo as Inquirições, Pêro Pais Correia, pai do conquistador Paio Peres Correia, protagonizou um amádigo.

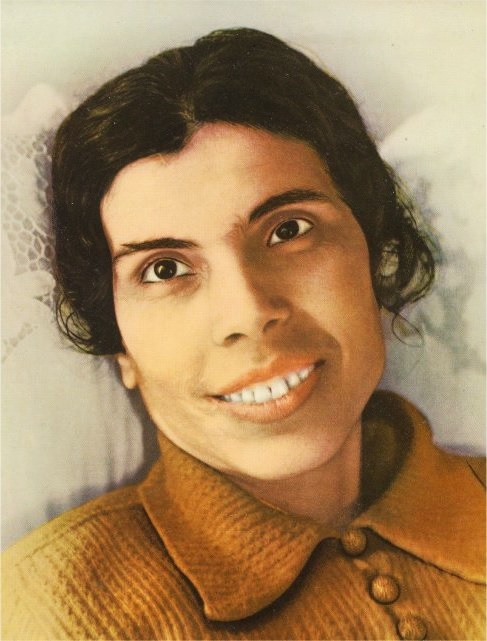
A vida da Beata Alexandrina de Balazar tornou a vila num centro mundial de peregrinação para os católicos.

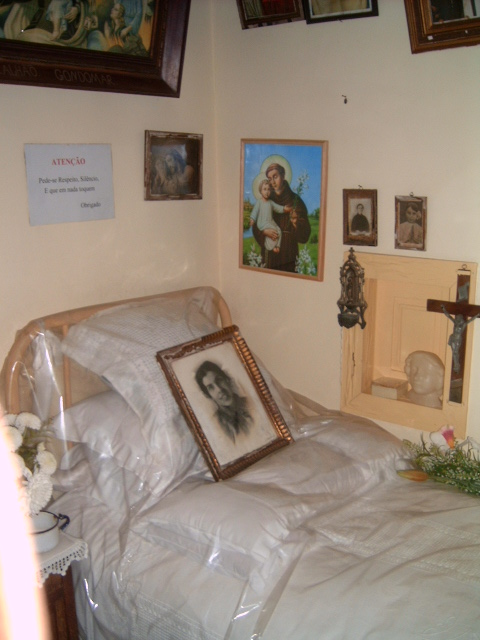
Um pormenor do quarto da Beata Alexandrina Maria da Costa visitado por milhares de peregrinos em Balazar.

Até 1836, era uma paróquia dependente de Barcelos, elevada a paróquia civil (freguesia) transitou para o concelho de Póvoa de Varzim: em 1853, foi transferida para Vila Nova de Famalicão, mas, em 1855, regressou ao concelho da Póvoa, após protestos da Câmara Municipal da Póvoa de Varzim.
A área que corresponde à atual freguesia de Balazar era bem diferente do que hoje se vê, desde o nome até forma como está dividida. Já no ano de 1090 os primeiros registos associados à freguesia de Balazar tinham sido mencionados pelo Censual do Bispo Dom Pedro.
Na altura, na área da atual freguesia existiam duas paróquias que eram Santa Eulália de Lousadelo e São Salvador de Gresufes, e como o nome indica as igrejas paroquiais situavam-se nos atuais lugares de Lousadelo e Gresufes. Em 1215, a sede da paróquia de Santa Eulália deixou de ser em Lousadelo, e passou a ser no Casal, pois era este o lugar de maior população, era onde se situava a fonte de São Pedro, uma fonte “milagrosa” alvo de muitas romarias, e também porque existia um caminho que atravessava ali o rio e que depois seguia para o Telo e Gestrins.
Foi também nesta altura que se mudou o nome da paróquia, de Lousadelo para “Belzar”, que talvez tenha sido uma forma a acabar com polémicas de qual o nome que haveria de ser dado à nova paróquia, e se tenha decidido não incluir os nomes de nenhum dos lugares e atribuir um novo nome. Nas Inquirições Gerais de Dom Afonso II de 1220, surge já referenciada como Sancta Eolália de Belzar.
Em 1422, Dom Fernando Guerra decidiu anexar a paróquia de Gresufes à de Balazar devido a dificuldades económicas, que por motivos de baixa demografia, o dinheiro que a população pagava não chegava para as despesas das duas paróquias. Esta baixa demografia foi originada entre outros fatores pela peste negra, que no século XIV dizimou grande parte da população da Europa. A independência eclesiástica de Gresufes acabou definitivamente em 1430 com o falecimento do seu último pároco.
Como é claro os gresufenses não devem ter aceitado pacificamente esta anexação, e essa deve ter sido a razão para se ter construído a Igreja no lugar do Matinho (no atual cemitério), que ficava a meio caminho para os habitantes do Casal e de Gresufes. Para os habitantes a norte do rio teve-se de construir uma ponte nova no lugar da atual ponte de Dona Benta, pois a travessia do rio fazia-se pela ponte do Curucânio, atual ponte da Traquinada entre os lugares do Telo e Casal.
Esta igreja do matinho foi sofrendo várias remodelações ao longo dos anos, e no início do século XX, altura que já se encontrava bastante degradada, decidiu-se demoli-la, e reconstrui-la desta vez no lugar da Cruz, devido à proximidade com a Santa Cruz ali aparecida em 1832, e aí permanece até à actualidade.
A freguesia é bastante movimentada e conhecida no país e no mundo devido a Alexandrina Maria da Costa, falecida em 1955, e a qual ganhou logo fama de santa, e que foi beatificada pelo Papa João Paulo II. Também é visitada pelos devotos do seu diretor espiritual, o jesuíta Padre Mariano Pinho, falecido em igual odor de santidade e sepultado em Balazar.
A chamada Quinta de Dona Benta foi outrora o Solar dos Grão-Magriços.

## Geografia
Balazar é a freguesia mais distante da sede do concelho (14 km), a mais interior.
Situada no extremo leste do concelho, dista 14 km do centro da Póvoa de Varzim; é atravessada pelo rio Este. Faz fronteira com Rates a noroeste e com os concelhos de Vila Nova de Famalicão a este, Barcelos a norte e Vila do Conde a sudoeste.
A freguesia está dividida em 23 lugares: Agrelos, Além, Bouça Velha, Calvário, Caminho Largo, Casal, Covilhã, Cruz, Escariz, Fontainhas, Gandra, Gestrins, Gresufes, Guardinhos, Lousadelo, Matinho, Monte Tapado, Outeiro, Quintã, Telo, Terra Ruim, Vela e Vila Pouca.

## Demografia
A população registada nos censos foi:
| Distribuição da População por Grupos Etários | Distribuição da População por Grupos Etários | Distribuição da População por Grupos Etários | Distribuição da População por Grupos Etários | Distribuição da População por Grupos Etários |
| -------------------------------------------- | -------------------------------------------- | -------------------------------------------- | -------------------------------------------- | -------------------------------------------- |
| Ano                                          | 0-14 Anos                                    | 15-24 Anos                                   | 25-64 Anos                                   | > 65 Anos                                    |
| 2001                                         | 518                                          | 384                                          | 1299                                         | 274                                          |
| 2011                                         | 466                                          | 325                                          | 1411                                         | 341                                          |
| 2021                                         | 351                                          | 309                                          | 1374                                         | 448                                          |

## Economia
Balazar é uma zona predominantemente rural, sendo a sua atividade principal a agricultura, mas também existe indústria têxtil e construção civil.

## Sociedade

### Paróquia
| |  |  |
| A Igreja Paroquial de Balazar e o devotado túmulo da Beata Alexandrina Maria da Costa no seu interior. |  |  |

A beatificação de Alexandrina Maria da Costa pelo Papa João Paulo II, na Praça de São Pedro, no Vaticano, a 25 de Abril de 2004, acrescentou uma grande notoriedade e desenvolvimento à freguesia de Balazar; no entanto, já desde 1941 que Alexandrina era conhecida como "a Santinha de Balazar". A Beata Alexandrina devotou a sua vida a Deus depois de em jovem ter sido vítima de tentativa de violação, tendo-se atirado duma janela para a evitar, e o que a deixou tetraplegica. Deixou uma vasta obra escrita de natureza ascética. Entre os seus divulgadores de vários países, destacam-se alguns autores italianos e a "Alexandrina Society", com sede na Irlanda.
A aparição da Santa Cruz de Balazar, em 1832, no lugar do Calvário, e a subsequente devoção que o facto motivou tinham também dado grande destaque a esta freguesia, como o comprova por exemplo o romance Duas Fiandeiras de Francisco Gomes de Amorim.

### Colectividades
- Associação Desportiva e Cultural de Balazar

### Património
- Igreja de Santa Eulália (Balazar)
- Capela da Santa Cruz (Balazar)
- Paragem de Balazar
- Solar dos Carneiro da Grã-Magriço

### Festas e romarias
- Beata Alexandrina de Balazar - 13 de outubro
- Senhor da Cruz Aparecida (festa religiosa) - bianualmente em julho
- São Sebastião (festa religiosa) - janeiro